# Memory of Departure
Memory of Departure es una novela de ficción histórica publicada en Reino Unido en 1987 por el escritor británico nacido en Zanzíbar (Tanzania) y ganador del Premio Nobel, Abdulrazak Gurnah. Es la primera novela de Gurnah y fue publicada por primera vez por Jonathan Cape en el Reino Unido.
La trama de la novela sigue a un hombre musulmán en un país africano no identificado que busca educarse en el extranjero.
En una reseña para The New York Times, Richard E. Nicholls elogió la novela como «feroz» y «vívida». Kirkus Reviews se refirió a la novela como «ingeniosamente sobria» e indicó que esperaba que Gurnah escribiera «más cosas buenas». En un artículo de 2022 sobre Gurnah y su obra, publicado por The New Yorker, Julian Lucas escribió que la novela «estableció un patrón que Gurnah continuó perfeccionando» a través de su obra posterior de «un ir y venir incesante entre la claustrofobia del hogar y la soledad del exilio».